# Toronto Sceptres
Die Toronto Sceptres sind ein kanadisches Fraueneishockey-Team aus Toronto, das 2023 zu den sechs ligaeigenen Gründungsmannschaften (Franchises) der Professional Women’s Hockey League gehörte. Die Sceptres tragen ihre Heimspiele im Coca-Cola Coliseum, der Spielstätte des AHL-Teams Toronto Marlies, aus. Vor den Toronto Sceptres gab es in Toronto mit den Toronto Six  aus der Premier Hockey Federation ebenfalls ein professionelles Fraueneishockeyteam.

## Geschichte

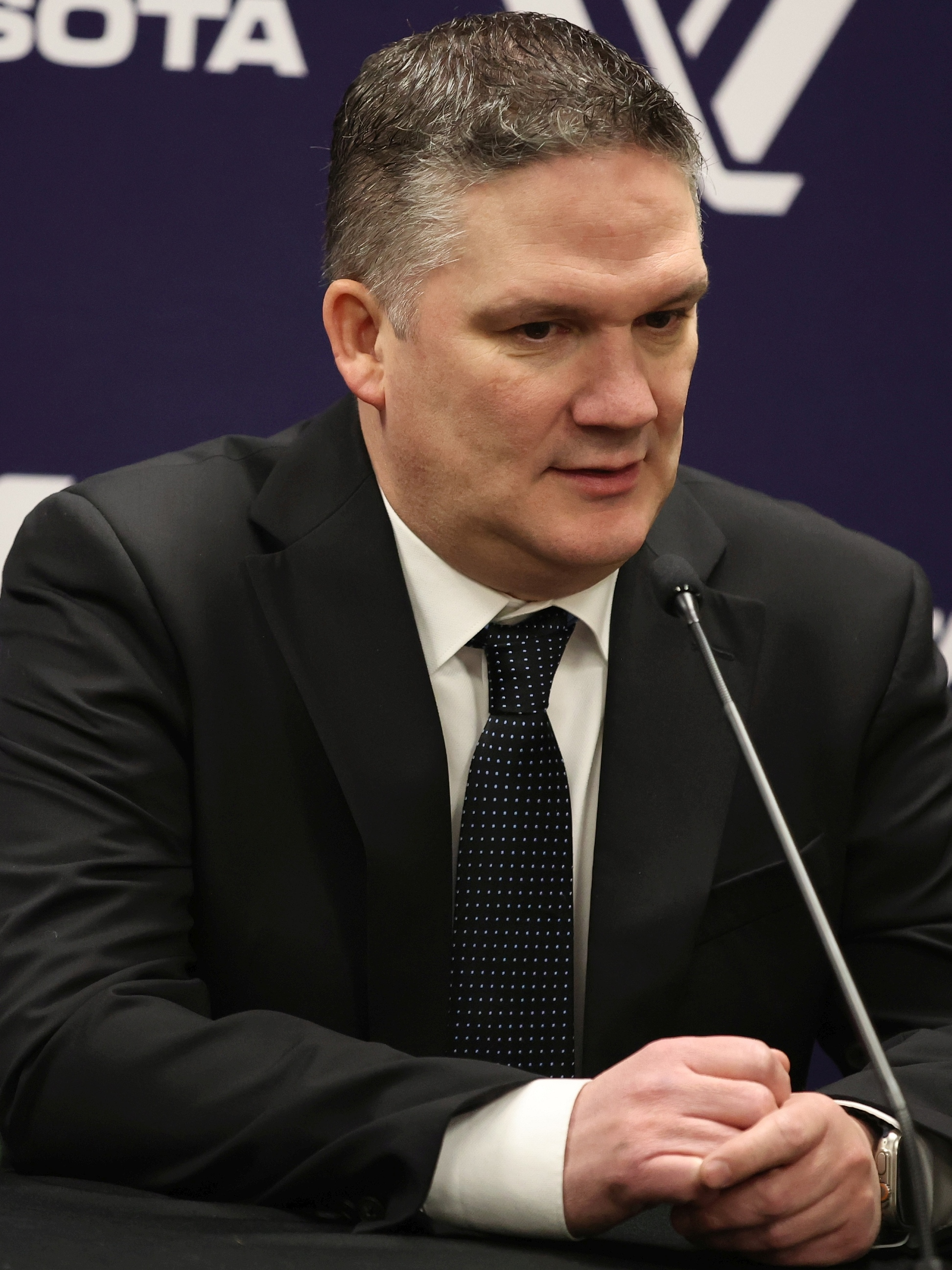
Cheftrainer Troy Ryan im Januar 2024

Die Sceptres wurden 2023 als eines von sechs ligaeigenen Franchises der Professional Women’s Hockey League unter dem Namen generischen Namen PWHL Toronto gegründet und gehörten damit zu den Gründungsmitgliedern der Liga. Im September 2023 wurde Gina Kingsbury als erste General Managerin des Franchise vorgestellt. Wenige Tage später verpflichtete das Franchise Troy Ryan, Trainer der kanadischen Nationalmannschaft, als ersten Cheftrainer.
Zu den ersten Spielerinnen des Teams gehörten mit Sarah Nurse, Renata Fast und Blayre Turnbull ausschließlich Mitglieder der kanadischen Frauennationalmannschaft. Im PWHL Draft 2023 wählte das Team an zweiter Stelle Jocelyne Larocque aus. Erste Spielstätte des Franchise war das Mattamy Athletic Centre, das zum Maple Leaf Gardens gehört.
In der regulären Saison der Spielzeit 2023/24 belegte das Team aus Toronto den ersten Platz. Für die Playoffs zog das Team in das größere Coca-Cola Coliseum um. In der Halbfinalserie gegen die viertplatzierten Minnesota Frost unterlag Toronto mit 2:3 Siegen. Dennoch wurde Natalie Spooner am Saisonende als Topscorerin und beste Stürmerin ausgezeichnet und erhielt zudem den Billie Jean King MVP award. Kristen Campbell wurde als Beste Torhüterin und Trainer Troy Ryan als bester Trainer ausgezeichnet.
Zur folgenden Saison wurde das Team in Toronto Sceptres umbenannt und erhielt eigenständige Teamfarben und ein neues Logo.

## Saisonstatistik
Legende zur Saisonstatistik: GP oder Sp = Spiele insgesamt; W oder S = Siege; L oder N = Niederlagen; T oder U = Unentschieden; OTS = Siege nach Verlängerung (Overtime);  OTN oder OL = Overtime-Niederlagen; SOS = Shootout-Siege; SOL oder SON = Shootout-Niederlagen; P oder Pkt = Punkte; Pct % = Siege in %; GF oder T = Tore; GA oder GT = Gegentore
| Saison  | Sp | S  | OTS | OTN | N | Tore  | Pkt | Regular Season | Postseason         |
| ------- | -- | -- | --- | --- | - | ----- | --- | -------------- | ------------------ |
| 2023/24 | 24 | 13 | 4   | 0   | 7 | 69:50 | 47  | 1. Platz       | Playoff-Halbfinale |

## Cheftrainer
- Troy Ryan seit 2023

## Mannschaft

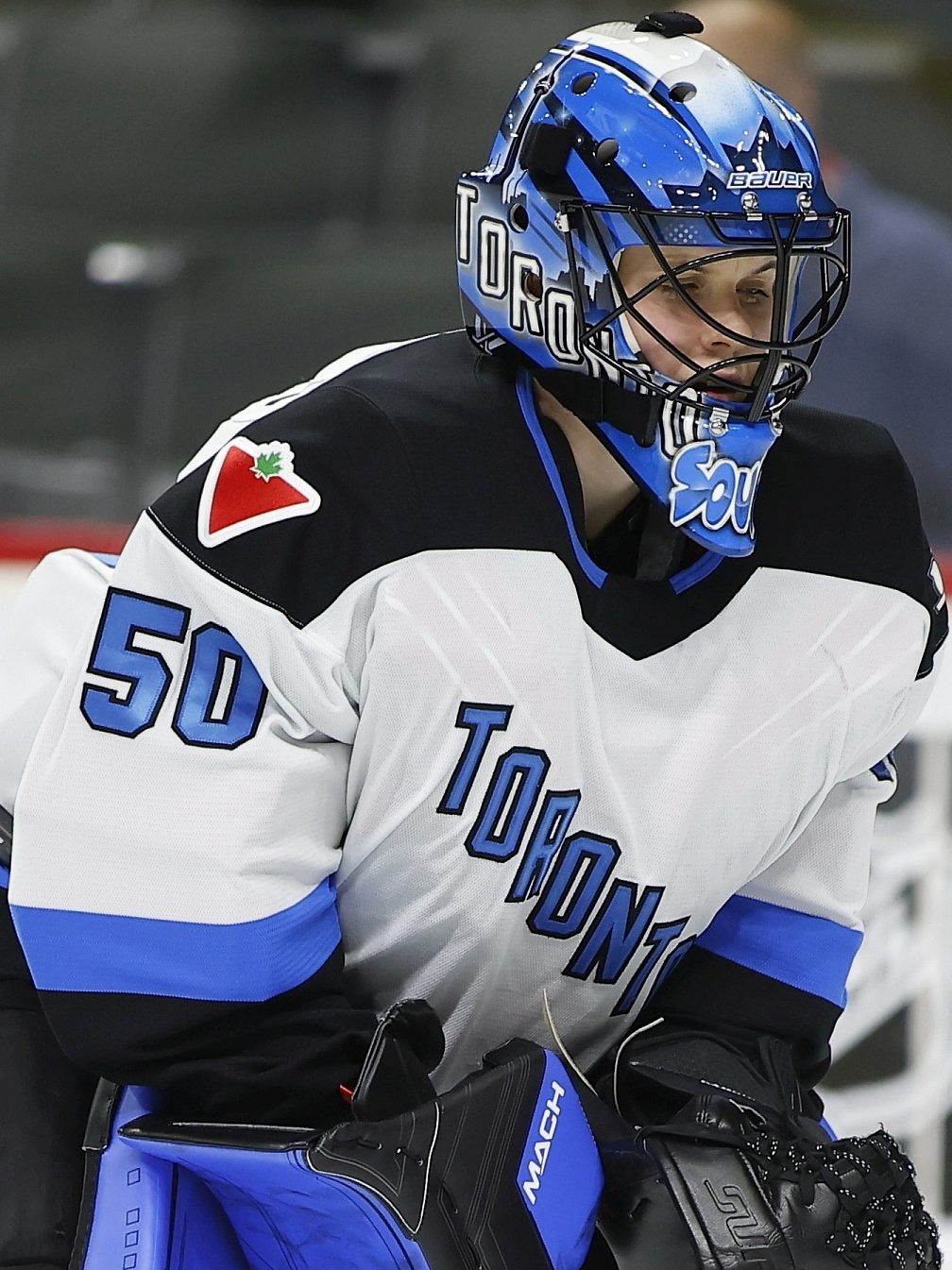
Kristen Campbell (Januar 2024)

### Mannschaftskapitäne
- Blayre Turnbull seit 2023

### Auszeichnungen
- Billie Jean King MVP Award – Natalie Spooner (2024)
- Forward of the Year – Natalie Spooner (2024)
- Goaltender of the Year – Kristen Campbell (2024)
- Coach of the Year – Troy Ryan (2024)

### Bekannte Spielerinnen
- Jocelyne Larocque
- Hannah Miller
- Noemi Neubauerová
- Sarah Nurse
- Lauriane Rougeau
- Kali Flanagan
- Renata Fast